# Cantoblanco (Madrid)
Cantoblanco è una zona del distretto di "Fuencarral-El Pardo" della città di Madrid. Si caratterizza principalmente per essere la sede del campus principale dell'Università Autonoma di Madrid (UAM), il campus dell'Università Pontificia Comillas e del Parco Scientifico di Madrid. Queste tre installazioni permettono a Cantoblanco di avere una gran quantità della sua superficie occupata da parchi e giardini pubblici, che rendono la piccola cittadina uno spazio particolarmente aperto.
Dal 1992, Cantoblanco dispone di una stazione ferroviaria connessa con il sistema di trasporto pubblico della città di Madrid.
Di particolare interesse risulta essere l'Ospedale di Cantoblanco, l'ospedale pubblico più vecchio di Madrid: costruito per contrastare i numerosi casi di tubercolosi della città, nacque con il nome di Real Sanatorio Popular Antituberculoso Victoria Eugenia. Dal 2005 fa parte del più grande Hospital Universitario La Paz.